# GW151226
GW151226是由先進激光干涉引力波天文台（aLIGO）于2015年12月26日探测到的引力波现象，是人类繼GW150914引力波事件後第二次直接探测到的引力波。相关探测结果是由LIGO與VIRGO團隊于2016年6月15日宣布。这一束产生于双黑洞的引力波信号与广义相对论中对双黑洞旋近、併合以及併合后的黑洞会发生衰荡（ringdown）的理论预测相符。同时GW151226也是人类对双黑洞併合的第二度观测，再度展示了双黑洞系统确实存在，且其合并在宇宙的目前阶段仍能发生。

## 物理描述
兩個黑洞的質量分別為14.2 (+8.3, −3.7) M☉與 7.5 (+2.3, −2.3) M☉，它們總共釋出約1個太陽質量的引力波能量，最終併合形成了一個質量為20.8 (+6.1, −1.7) M☉的黑洞，其發生地點離地球有14億光年之遠。位於美國路易斯安那州的利文斯頓探測器先探測到引力波，1.1毫秒之後，位於美國华盛顿州的汉福德探測器也探測到引力波。
從分析探測數據，LIGO與VIRGO團隊估算出，在併合前，其中一個黑洞的自轉率為廣義相對論最大自轉率的20%；在併合後，最終黑洞的自轉率是限值的74%（±6%）。由於兩個黑洞的質量較小，最終軌道的時間特徵也不同，LIGO因此可以更詳細探測到黑洞併合前的最後階段。在1秒鐘的探測期內，信號頻率經過55次循環（27次環軌）從35 Hz增至450 Hz。與之相比較，第一次併合事件探測期的0.2秒內只有5次環軌。

## 在天文物理學的意義
GW151226事件意味著，先前的發現並不是僥倖發生的事件，在浩瀚宇宙裏有很多會在未來發生併合事件的雙黑洞，人們必會探測到更多這類事件。
這次探測結果證實了廣義相對論適用於強引力場。之前，廣義相對論的強引力場預測從未被直接檢試過。這是廣義相對論第二次通過這嚴格檢試。

## 外部連結
- LIGO官方新聞稿 （页面存档备份，存于） （英文）
- LIGO探测专题 （页面存档备份，存于） （英文）